# Амвросий (Тимрот)
Епи́скоп Амвро́сий (в миру Дми́трий Алекса́ндрович Ти́мрот; род. 21 июня 1956, Москва) — архиерей Русской православной церкви заграницей (Агафангела), епископ «Коломенский и Щуровский», управляющий Московской епархией РПЦЗ(А). Переводчик литургических текстов на современный русский язык, иконописец.

## Биография
Родился 21 июня 1956 года в семье советского литературоведа Александра Тимрота и его второй супруги архитектора Татьяны Сергеевны Бортник.
В 1975 году крестился в православии под влиянием своей тёти — Елены Сергеевны Тимрот-Тройницкой (дочери геральдиста и искусствоведа С. Н. Тройницкого и супруги советского физика Д. Л. Тимрота).
В 1987 году окончил отделение истории и теории искусства исторического факультета МГУ имени М. В. Ломоносова.
31 марта 1990 года в Новодевичьем монастыре города Москвы был пострижен в монашество с именем Амвросий и поставлен во чтеца и иподиакона. 1 апреля 1990 года митрополитом Крутицким и Коломенским Ювеналием (Поярковым) был рукоположен в сан иеродиакона, а 7 апреля 1990 года епископом Можайским Григорием (Чирковым) в Новодевичьем монастыре города Москвы был рукоположен в сан иеромонаха.
С 9 апреля 1990 года служил в Троицком Ново-Голутвинском монастыре города Коломны Московской области.
18 июня 1992 года назначен в штат Богородице-Рождественского Бобренева монастырях Коломенского района Московской области, настоятель которого игумен Игнатий (Крекшин) был последователем протоиерея Александра Меня. Как отмечал диакон Александр Занемонец, «открытость миру и инославным христианам была важной частью идентичности монашеской общины, что вполне поддерживалось и его архиереем — митрополитом Ювеналием, многие годы связанным с экуменическим служением Русской православной церкви. Говорят, что о. Игнатий примером для своего монастыря видел французскую общину Тэзе, главным для которой является молодежное служение и служение примирения христиан».
С 29 сентября 1998 года состоял заштатным священником Русской православной церкви. 12 июля 2014 года перешёл в юрисдикцию РПЦЗ (Агафангела).
С 18 октября 2016 года состоит членом Союза писателей России. Кроме пастырской деятельности, также занимается иконописью, катехизацией, переводами богослужебных текстов на современный русский язык и преподаванием.
25 марта 2020 года был возведён в сан игумена.
29 августа 2020 года решением Архиерейского синода РПЦЗ (А) был избран для рукоположения в сан епископа Коломенского, викария Председателя синода РПЦЗ (А).
26 сентября 2020 года состоялось его наречение во епископа. 27 сентября 2020 года в Свято-Троицком храме под Коломной был хиротонисан в сан епископа Коломенского, викария Московской епархии. Хиротонию совершили: архиепископ Буинский и Волжский Иоанн (Зайцев), епископ Вологодский и Великоустюжский Афанасий (Савицкий) и епископ Ишимский и Сибирский Никон (Иост).
27 июня 2023 года митрополитом Крутицким и Коломенским Павлом (Московский патриархат) было утверждено решение Епархиального суда Коломенской епархии от 10 марта 2023 года о его извержении из священного сана (в юрисдикции РПЦ).
Решением Архиерейского совещания РПЦЗ(А) от 28 — 29 мая 2024 года назначен управляющим Московской епархией с титулом «Коломенский и Щуровский».

## Переводы богослужебных текстов
Совершал переводы церковнославянских текстов на русский язык, используя греческие оригиналы и опираясь на труды Е. И. Ловягина, П. А. Юнгерова, М. Н. Скабаллановича и иеромонаха Феофана (Адаменко). Там, где существовали расхождения между греческим и церковнославянским текстами, предпочтение при переводе отдавалось первому. По мнению игумена Силуана (Туманова), труда иеромонаха Амвросия отличается сухостью. Некоторые части молитв хоть и были переведены на русский язык, но смысл автор так передать не смог. Переводы иеромонаха Амвросия (Тимрота) богослужебных текстов (Октоиха, Служебника, Паремийника и других книг) остаются доступными только в электронном виде, что значительно сужает круг тех, кто знаком с этими переводами.

## Публикации
Издания общества Вертоград
- Псалтирь. Введение. Перевод Псалтири, Песен Св. Писания и молитв: иеромонах Амвросий (Тимрот). — М.: 1999. — 211 с.
  - Псалтирь. Введение. Перевод Псалтири, Песен Св. Писания и молитв: иеромонах Амвросий (Тимрот). — М.: 2002. — 244 с.
- Псалтирь : Новый перевод с греческого текста 70 толковников / пер., авт. введ. иером. Амвросий (Тимрот). — М. : [Культурно-просветительское общество «Вертоград»], 2002. — 242 с. — ISBN 5-7640-0009-2
- Часослов: Введение. Перевод Часослова и приложений к нему: иеромонах Амвросий (Тимрот). — М.: 2003. — 272 с.
- Святое таинство: Полное последование ко Святому Причащению. С параллельным переводом на современный русский язык / пер. на рус. иером. Амвросий (Тимрот). — М. : АНО «Развитие духовности, культуры и науки», 2004. — 127 с.
- Великий Канон преп. Андрея Критского Введение. Перевод Канона: иеромонах Амвросий (Тимрот). — М.: 2007. — 104 с.
- Молитвослов и Псалтирь. Перевод Молитвослова и Псалтири: иеромонах Амвросий (Тимрот). — М.: 2009. — 224 с.

Издания, использующие переводы Амвросия (Тимрота)
- Православный молитвослов для новоначальных с переводом на современный русский язык. — Артос-Медиа, 2007
- Православный молитвослов для новоначальных с переводом на современный русский язык. — Неугасимая лампада, 2013
- Православный молитвослов для новоначальных с переводом на современный русский язык. — Николин День, 2014.
- Псалтирь: современный перевод с греческого. — Общество Синхрония, 2014.
- Часослов для мирян: с параллельным переводом на русский язык / пер. с греч. иером. Амвросий. — М. : Общество Синхрони́я, 2015. — 255 с.
- Православный молитвослов для новоначальных с переводом на современный русский язык. — Николин День, 2018
- Православный молитвослов в русском переводе иеромонаха Амвросия (Тимрота). — М: Никея, 2019. — 192 с.
- Псалтирь в русском переводе иеромонаха Амвросия (Тимрота). — М.: Никея, 2019. — 320 с.

иное
- ИЕРОМОНАХ АМВРОСИЙ (ТИМРОТ): «ДЛЯ БОЛЬШИНСТВА НАШИХ ПРИХОЖАН БОГОСЛУЖЕНИЕ — ТЕМНЫЙ ЛЕС» // kiev-orthodox.org, 12.11.2009